# Change (Saône-et-Loire)
Change ist eine französische Gemeinde mit 218 Einwohnern (Stand: 1. Januar 2022) im Département Saône-et-Loire in der Region Bourgogne-Franche-Comté (vor 2016 Bourgogne). Sie gehört zum Arrondissement Chalon-sur-Saône (bis 2017: Arrondissement Autun) und zum Kanton Chagny (bis 2015 Kanton Épinac).

## Geographie
Change liegt etwa 27 Kilometer ostsüdöstlich von Autun. Nachbargemeinden von Change sind Nolay im Norden, La Rochepot im Nordosten, Sampigny-lès-Maranges im Osten und Südosten, Paris-l’Hôpital im Süden und Südosten, Créot im Süden und Südwesten, Saint-Gervais-sur-Couches im Westen sowie Épertully im Nordwesten.

## Bevölkerungsentwicklung
| Jahr                      | 1962 | 1968 | 1975 | 1982 | 1990 | 1999 | 2006 | 2013 |
| Einwohner                 | 215  | 231  | 179  | 201  | 204  | 213  | 245  | 235  |
| Quelle: Cassini und INSEE |      |      |      |      |      |      |      |      |

## Sehenswürdigkeiten
- Kirche Saint-Roch aus dem 19. Jahrhundert

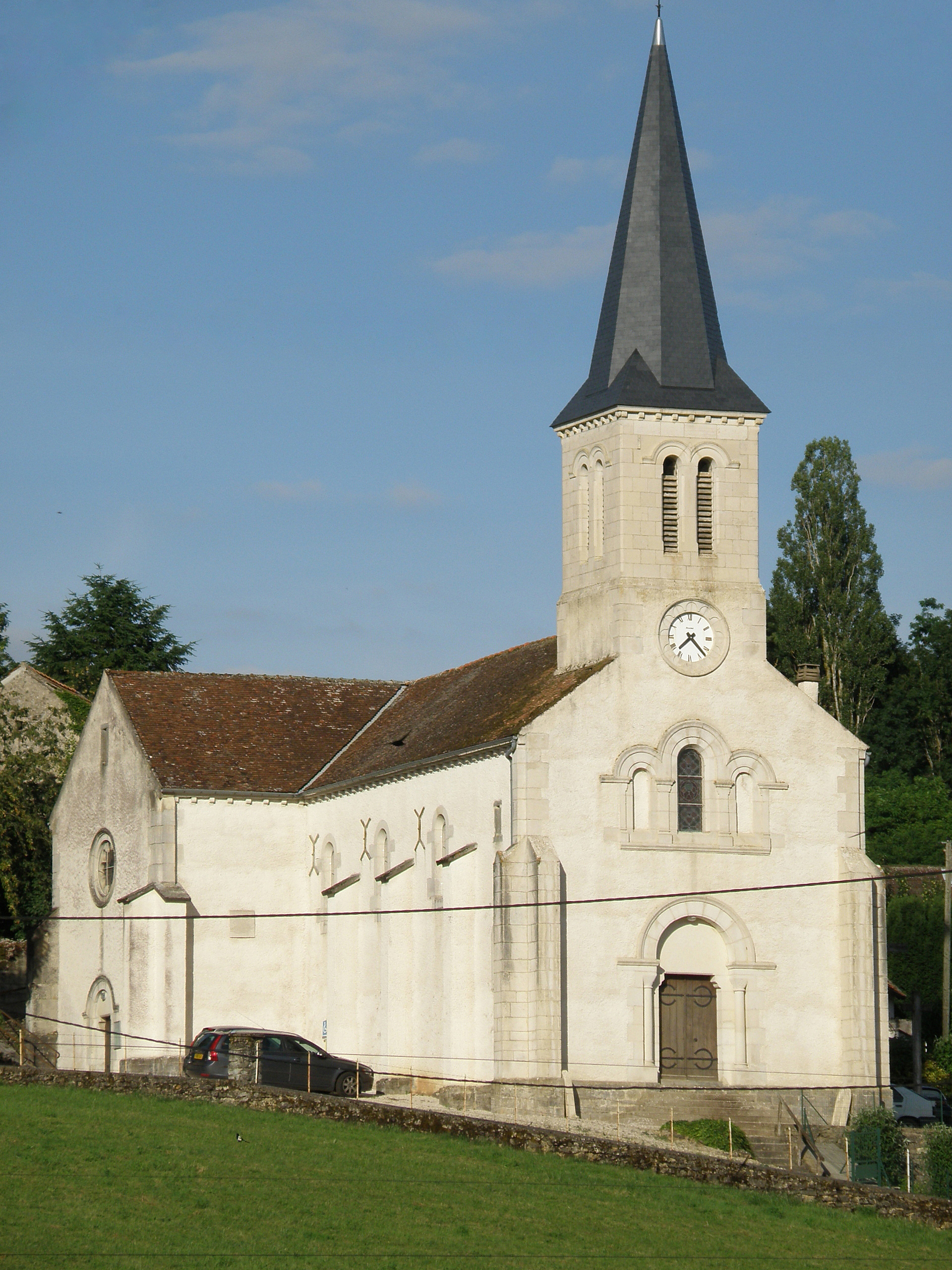
Kirche Saint-Roch

- Wassermühle